# Romina Ccuno
Romina Ccuno (* 1. September 2002 in Arequipa) ist eine peruanische Tennisspielerin.

## Karriere
Ccuno begann mit sechs Jahren das Tennisspielen und bevorzugt Hartplätze. Sie spielt vorrangig auf der ITF Women’s World Tennis Tour, wo sie bislang zwölf Doppeltitel gewinnen konnte.
Im Jahr 2020 spielte Ccuno erstmals für die peruanische Billie-Jean-King-Cup-Mannschaft; ihre Billie-Jean-King-Cup-Bilanz weist bislang 3 Siege bei 9 Niederlagen aus.

## Turniersiege

### Doppel
| Nr. | Datum              | Turnier           | Kategorie | Belag | Partnerin             | Finalgegnerinnen                              | Ergebnis         |
| --- | ------------------ | ----------------- | --------- | ----- | --------------------- | --------------------------------------------- | ---------------- |
| 1.  | 5. Oktober 2019    | Santiago de Chile | ITF W15   | Sand  | Melissa Morales       | Mell Reasco González Antonia Samudio          | 6:3, 6:3         |
| 2.  | 11. September 2021 | Ibagué            | ITF W15   | Sand  | Maria Torres Murcia   | Alica Rusová Antonia Samudio                  | 3:6, 6:4, [10:5] |
| 3.  | 1. Oktober 2022    | Guayaquil         | ITF W15   | Sand  | María Herazo González | María Paulina Pérez García Sofia Sewing       | 6:2, 5:7, [11:9] |
| 4.  | 19. November 2022  | Lima              | ITF W15   | Sand  | María Herazo González | Leslie Espinoza Gamarra Anastasia Iamachkine  | 6:1, 6:3         |
| 5.  | 29. Juli 2023      | Bragado           | ITF W25   | Sand  | Victoria Rodríguez    | Luciana Moyano Candela Vázquez                | 6:2, 6:3         |
| 6.  | 5. August 2023     | Junín             | ITF W25   | Sand  | Victoria Rodríguez    | Julieta Lara Estable Fernanda Labraña         | 6:2, 2:6, [10:7] |
| 7.  | 26. August 2023    | Lima              | ITF W15   | Sand  | Fernanda Labraña      | Lourdes Ayala Julieta Lara Estable            | 6:4, 6:4         |
| 8.  | 7. Oktober 2023    | Mendoza           | ITF W25   | Sand  | Victoria Rodríguez    | Nicole Fossa Huergo Luisa Meyer auf der Heide | 6:3, 6:3         |
| 9.  | 16. Dezember 2023  | Vacaria           | ITF W60   | Sand  | Justina Mikulskytė    | Francisca Jorge Matilde Jorge                 | 6:2, 6:3         |
| 10. | 30. November 2024  | Ribeirão Preto    | ITF W15   | Sand  | Fernanda Labraña      | Camilla Bossi Ana Candiotto                   | 6:1, 2:6, [10:7] |
| 11. | 19. April 2025     | Leme              | ITF W35   | Sand  | Fernanda Labraña      | Luciana Moyano Noelia Zeballos                | 6:2, 7:5         |
| 12. | 16. August 2025    | Santiago          | ITF W15   | Sand  | Fernanda Labraña      | Beatrice Stagno Antonia Vergara Rivera        | 6:1, 6:3         |